# Naundorf (Sachsen)
Naundorf este o comună din landul Saxonia, Germania. Deoarece există mai multe localități cu acest numne, atunci când este necesar se specifică astfel: Naundorf (Sachsen) (Naundorf din Saxonia).
Naundorf face parte din regiunea istorică Saxonia Superioară. La sfârșitul anului 2006 număra 2.614 locuitori. Are o suprafață de 36,89 km². Este divizată în 15 entități rurale.